# Ekonomika komunistického Československa
Ekonomika Československa v období 1948–1989 byla jednou z nejsilnějších v rámci RVHP.[zdroj?] Vysoká úroveň zprůmyslnění, mechanizované zemědělství i ve srovnání s ostatními zeměmi kvalitní dopravní síť vedly k relativně vysokému životnímu standardu. Struktura ekonomiky však vysoce (až několikanásobně) převyšovala možnosti země a způsobovala jí tak v dlouhodobém horizontu škody hlavně v oblasti životního prostředí (vysoká energetická náročnost, nezohlednění vlivu průmyslu na životní prostředí). Též docházelo i vzhledem k nedostatečné organizaci práce k nízké produktivitě a k postupnému technologickému zaostávání, které učinilo na konci 70. let 20. století československé výrobky na světových trzích jen stěží konkurenceschopné. Československá ekonomika byla i se svojí velkou výkonností pod úrovní efektivity ekonomik zemí Západní Evropy či Severní Ameriky.

## Struktura hospodářství
Jedním z hlavních cílů tehdejších vlád ČSSR bylo zrovnoprávnit ČSR a SSR ve veškeré výrobě; v rámci toho probíhala velmi úspěšná industrializace Slovenska. Podařilo se tak zajistit, aby se slovenské kraje na ekonomice podílely zhruba 1/3, což odpovídalo podílu jejich rozlohy i obyvatelstva na území státu.
Hlavní roli v československém hospodářství hrál průmysl (59,7 % podle oficiálních statistik z roku 1985), zde byl významný hlavně těžký průmysl, strojírenství a výroba určená pro vojenský sektor. Produkce spotřebního zboží naopak trpěla velkými nedostatky a poptávka drtivě převyšovala nabídku. Vzhledem k přísné regulaci cen, která byla jedním z klíčových bodů tehdejšího socialistického zřízení, však nedocházelo k logickému zdražování nedostatkového zboží. 18,9 % tvořilo zemědělství a lesnictví, 21, 9 % pak různé druhy služeb, od dopravy až po telekomunikace. Podstatné pro výpočet HDP však byly pouze výkony průmyslu a zemědělství v cenách výstupu z výroby (takzvaných velkoobchodních cenách), výkony služeb (zejména obchodu) se do HDP nezapočítávaly (což bylo opakovaně předmětem stížností na východoevropské země na půdě OSN, neboť tím se snižovaly příspěvky východoevropských zemí na činnost OSN (neboť výše těchto příspěvků se vypočítávala z HDP zemí).
Stejně jako tomu bylo v dalších zemích socialistického tábora tak i v Československu struktura národního hospodářství odrážela do velké míry sovětský model; byla centralizovaná a řízená vládou v čele s KSČ. Rozvoj hospodářství se do budoucna pečlivě plánoval; nejznámějšími byly tzv. pětileté plány, neboli pětiletky, existovaly ale i jiné, dlouhodobější plány. Ty byly navržené na období patnácti až dvaceti let. ČSR i SSR měly od roku 1969 vlastní plánovací komise, přesto význam hlavního plánu byl klíčový i nadále. Nedostatkem těchto plánů však bylo nezohlednění typických ekonomických jevů, jako nabídka či poptávka, inflace či hospodářský cyklus.

## Ekonomický růst

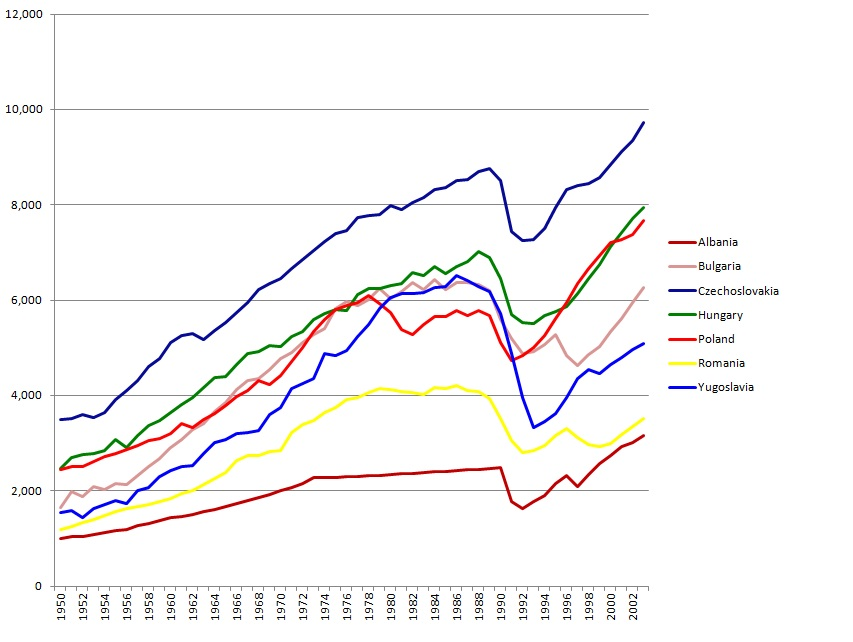
Růst HDP na obyvatele zemí Východní Evropy včetně Československa (v dolarech 1990 Geary-Khamis)

Zatímco většina západoevropských ekonomik se po druhé světové válce začala přibližovat v HDP na osobu Spojeným státům, země východního bloku včetně Československa nikoliv. HDP na obyvatele relativně klesal pod některé srovnatelné západoevropské ekonomiky: Maddison i Bairoch řadí pro rok 1929 Československo na 17. pozici v HDP na obyvatele a Prados de la Escosura dokonce na dvacáté místo. Například jiné odhady uvádějí, že severozápadní Evropa mezi lety 1950 a 1990 vzrostla v HDP na obyvatele (v mezinárodních cenách) 2,69krát (průměrně 2,5 % meziročně), kdežto Československo vzrostlo „jen“ 2,46krát (průměrně 2,3 % meziročně) a USA vzrostlo 2,43krát. Ekonomický růst prakticky všech západoevropských ekonomik však šel ruku v ruce s růstem zadlužení těchto zemí, což nebylo pravidlem u řady východoevropských zemí. Československo bylo například v roce 1989 čistým věřitelem, kdy objem československých zahraničních pohledávek převyšoval objem československých zahraničních závazků o cca 8,5 mld. USD. Vnitřní zadlužení v Československu prakticky neexistovalo.
| HDP na obyvatele (1990 $) | 1938   | 1990    |
| ------------------------- | ------ | ------- |
| Rakousko                  | $1,800 | $19,200 |
| Československo            | $1,800 | $3,100  |
| Finsko                    | $1,800 | $26,100 |
| Itálie                    | $1,300 | $16,800 |

Podobně tomu bylo i v ohledu na paritu kupní síly na obyvatele, ovšem relativní nárůst Československa je prakticky stejný jako SSSR či USA:
| HDP (v PPP) na obyvatele (1990 $) | 1950   | 1973    | 1990                                                     |
| --------------------------------- | ------ | ------- | -------------------------------------------------------- |
| Rakousko                          | $3,706 | $11,235 | $16,881                                                  |
| Itálie                            | $3,502 | $10,643 | $16,320                                                  |
| Československo                    | $3,501 | $7,041  | $8,513(Československo)/ $8,895(Česko)/ $7,762(Slovensko) |
| Sovětský svaz                     | $2,834 | $6,058  | $6,871                                                   |
| Maďarsko                          | $2,480 | $5,596  | $6,471                                                   |
| Španělsko                         | $2,397 | $8,739  | $12,210                                                  |
| USA                               | $9,561 | $16,689 | $23,201                                                  |